# Michele Santucci
Pour les articles homonymes, voir Santucci.
Michele Santucci, né le 30 mai 1989 à Castiglion Fiorentino, est un nageur italien spécialiste des épreuves de nage libre.

## Carrière sportive
Il remporte ses trois premières médailles européenne lors des championnats d'Europe juniors de natation 2006 à Palma de Majorque.

## Palmarès

### Jeux olympiques
| Épreuve / Édition         | Pékin 2008 | Londres 2012 | Rio 2016                          |
| 4 × 100 mètres nage libre | 4e         | 7e           | 9e des demi-finales 3 min 14 s 22 |

### Championnats du monde

#### En grand bassin
- Championnats du monde 2015 à Kazan (Russie) :
  -  Médaille de bronze au titre du relais 4 × 100 mètres nage libre.

#### En petit bassin
- Championnats du monde 2012 à Istanbul (Turquie) :
  -  Médaille d'argent au titre du relais 4 × 100 mètres nage libre.

### Championnats d'Europe

#### En grand bassin
- Championnats d'Europe 2012 à Debrecen (Hongrie) :
  -  Médaille d'argent au titre du relais 4 × 100 mètres nage libre.